# Reichsstädtisches Kölner Lotto
Das Reichsstädtische Kölner Lotto war ein privates von der Freien Reichsstadt Köln konzessioniertes und garantiertes Lotterie-Unternehmen. Zum Prozedere siehe das heute noch aktuelle österreichische Zahlenlotto.

## Geschichte
Als sich die Zahlenlotterien im 18. Jahrhundert in Europa verbreiteten, beantragte auch der Kölner Bürger Hubert Stockhausen im Januar 1770 beim Rat eine Konzession, für die er weitere fünf Personen gewonnen hatte. Der Stadtkasse wurden jährlich 5000 Gulden Gewinnanteil garantiert. Am Samstag, dem 28. April 1770 fand in Köln die erste Ziehung der Gnädig Garantirten Stadt-Cöllnischen Zahlen-Lotterie statt. Lose dafür wurden von Lotterieeinnehmern im gesamten Heiligen Römischen Reich verkauft. Die Listen mit den gespielten Zahlen wurden nach Köln expediert und am Tag der Ziehung spektakulär unter städtischer Aufsicht durch einen Waisenjungen gezogen.
Das Lotto war anfangs sehr erfolgreich, da die Stadt den Ablauf kontrollierte und die Gewinnsumme bis insgesamt 50.000 Gulden garantierte. Stockhausen wurden bald Unregelmäßigkeiten vorgeworfen, sodass er 1773 ausscheiden musste. Dabei waren ein Koblenzer Teilhaber und sein Beauftragter Karl Josef Scholl, ebenfalls aus Koblenz, beteiligt, der dann mit einem Zehntel genau wie sein Schwiegervater, der Kölner Ratsherr Adam Josef Schülgen, mit weiteren Interessenten in die Gesellschaft einstieg. Scholl kaufte mit seinen Gewinnen Ländereien in Hürth und wurde in der Franzosenzeit erster Maire (Bürgermeister) von Hürth.